# 高橋銀太郎
髙橋 銀太郎（たかはし ぎんたろう、1984年2月3日 - ）は、日本のラグビー選手。

## プロフィール
- 新潟県出身[1]。
- ポジションはスタンドオフ(SO)、センター(CTB)、フルバック(FB)。
- 身長 174cm、体重 82kg
- ニックネームはぎん[2]。
- 将来の日本代表育成を目指した「平尾プロジェクト」のメンバーに選ばれたことがある[3]。
- 座右の銘は「花は桜木 人は武士」[4]。

## 略歴
ラグビーを始めた動機は親父の影響から。
2002年、東農大二高校卒業後、早稲田大学に入る。
2006年、早稲田大学卒業後、クボタスピアーズに加入。同年9月2日に行われたジャパンラグビートップリーグ第1節のヤマハ発動機ジュビロ戦にて途中出場で公式戦初出場を果たす。
2016年、クボタスピアーズを退団した。
2019年、ドラマ『ノーサイド・ゲーム』に出演。

## 出演

### テレビドラマ
- ノーサイド・ゲーム（2019年7月7日 - 、TBSテレビ） - 戸村銀太郎 役[8]